# Ranunculus arvensis
Il ranuncolo dei campi (nome scientifico Ranunculus arvensis L., 1753) è una pianta appartenente alla famiglia delle Ranunculaceae, comune nei prati della penisola italiana.

## Etimologia
Il nome generico (Ranunculus), passando per il latino, deriva dal greco Batrachion, e significa “rana” (è Plinio scrittore e naturalista latino, che c'informa di questa etimologia) in quanto molte specie di questo genere prediligono le zone umide, ombrose e paludose, habitat naturale degli anfibi. L'epiteto specifico (arvensis) è un termine latino e significa “dei campi”

Il binomio scientifico attualmente accettato (Ranunculus arvensis) è stato proposto da Carl von Linné (1707 – 1778), biologo e scrittore svedese, considerato il padre della moderna classificazione scientifica degli organismi viventi, nella pubblicazione Species Plantarum del 1753.

## Descrizione

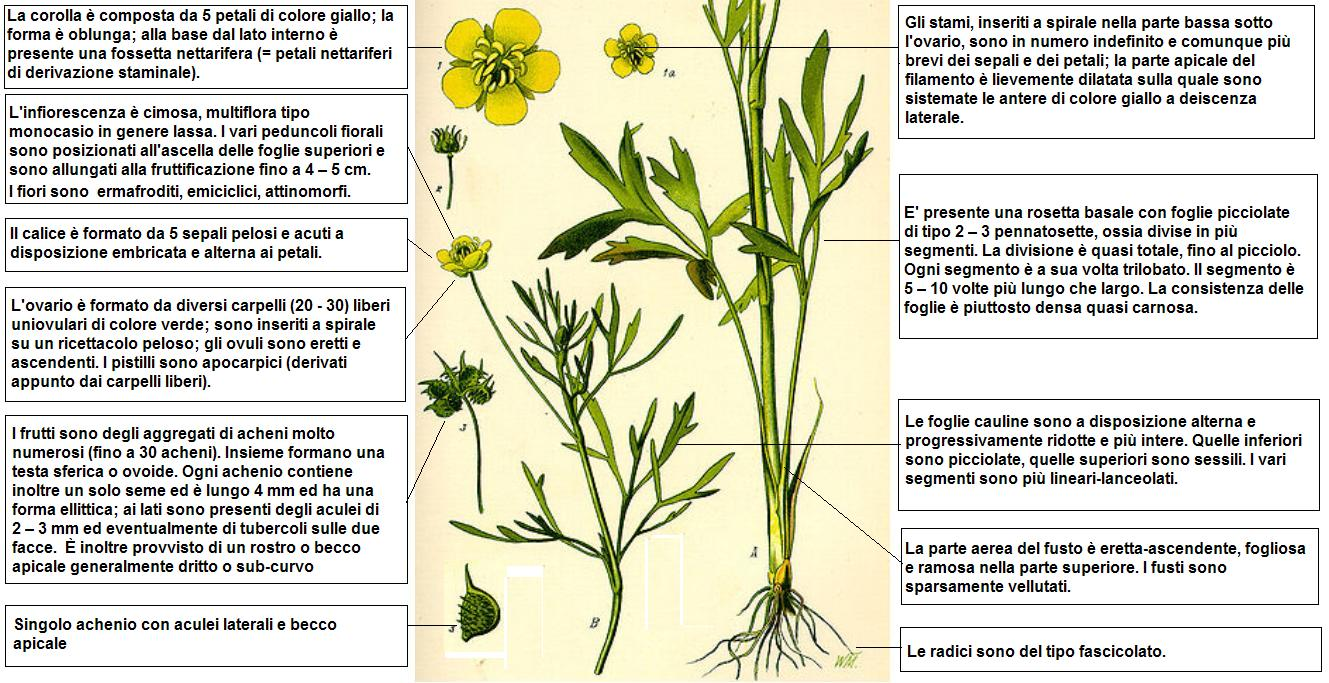
Descrizione delle parti della pianta

È una pianta la cui altezza oscilla tra 5 e 30 cm (massimo 60 cm). Queste piante sono definite terofite scapose (T scap), ossia sono piante erbacee che differiscono dalle altre forme biologiche poiché, essendo annuali, superano la stagione avversa sotto forma di seme; sono inoltre munite di asse fiorale eretto con poche foglie. 

### Radici
Le radici sono del tipo fascicolato.

### Fusto
- Parte ipogea: assente.
- Parte epigea: la parte aerea del fusto è eretta-ascendente, fogliosa e ramosa nella parte superiore. I fusti sono sparsamente vellutati.

### Foglie
- Foglie basali: è presente una rosetta basale con foglie lungamente picciolate di tipo 2 – 3 pennatosette, ossia divise in più segmenti. La divisione è quasi totale, fino al picciolo. Ogni segmento è a sua volta trilobato. I segmenti sono 5 – 10 volte più lunghi che larghi. La consistenza delle foglie è piuttosto densa quasi carnosa. Lunghezza del picciolo: 1 – 4,5 cm. Massima dimensione delle foglie: 1,5 – 6 cm. Larghezza del segmento dell'ultimo ordine: 4 – 5 mm.
- Foglie cauline: le foglie cauline sono a disposizione alterna e progressivamente ridotte e più intere. Quelle inferiori sono picciolate, quelle superiori sono sessili. I vari segmenti sono più lineari-lanceolati.

### Infiorescenza
L'infiorescenza è cimosa, multiflora di tipo monocasio in genere lassa. I vari peduncoli fiorali sono posizionati all'ascella delle foglie superiori e sono allungati alla fruttificazione fino a 4 – 5 cm.

### Fiore
I fiori sono ermafroditi, emiciclici, attinomorfi. I fiori sono di tipo molto arcaico anche se il perianzio(o più esattamente il perigonio) di questo fiore è derivato dal perianzio di tipo diploclamidato (tipico dei fiori più evoluti), formato cioè da due verticilli ben distinti e specifici: sepali e petali. Diametro dei fiori: 8 – 15 mm.
- Formula fiorale: per queste piante viene indicata la seguente formula fiorale:

* K 5, C 5, A molti, G 1-molti (supero), achenio
- Calice: il calice è formato da 5 sepali pelosi e acuti a disposizione embricata e alterna ai petali. In realtà i sepali sono dei tepali sepaloidi[8]. Alla fioritura sono disposti in modo patente e sono appressati ai petali. Lunghezza dei sepali: 3,5 – 6 mm.
- Corolla: la corolla è composta da 5 petali di colore giallo; la forma è oblunga; alla base dal lato interno è presente una fossetta nettarifera (= petali nettariferi di derivazione staminale). In effetti anche i petali della corolla non sono dei veri e propri petali: potrebbero essere definiti come elementi del perianzio a funzione vessillifera[9]. Dimensione dei petali: larghezza 2,5 – 3,5 mm; lunghezza 6 – 8 mm.
- Androceo: gli stami, inseriti a spirale nella parte bassa sotto l'ovario, sono in numero indefinito e comunque più brevi dei sepali e dei petali. La parte apicale del filamento è lievemente dilatata sulla quale sono sistemate le antere bi-logge, di colore giallo a deiscenza laterale. Al momento dell'apertura del fiore le antere sono ripiegate verso l'interno, ma subito dopo, tramite una torsione, le antere si proiettano verso l'esterno per scaricare così il polline lontano dal proprio gineceo evitando così l'autoimpollinazione. Il polline è tricolpato (caratteristica tipica delle Dicotiledoni).
- Gineceo: l'ovario è formato da diversi carpelli (20 - 30) liberi uniovulari di colore verde; sono inseriti a spirale su un ricettacolo peloso; gli ovuli sono eretti e ascendenti. I pistilli sono apocarpici (derivati appunto dai carpelli liberi).
- Fioritura: da aprile a luglio.

### Frutti
I frutti sono degli aggregati di acheni (un poliachenio) molto numerosi (fino a 30 acheni). Insieme formano una testa sferica o ovoide. Ogni achenio contiene inoltre un solo seme ed è lungo 4 mm ed ha una forma ellittica; ai lati sono presenti degli aculei di 2 – 3 mm ed eventualmente di tubercoli sulle due facce. È inoltre provvisto di un rostro o becco apicale generalmente dritto o sub-curvo di 2 – 3 mm.

## Riproduzione
La riproduzione di questa pianta avviene per via sessuata grazie all'impollinazione degli insetti pronubi (soprattutto api) in quanto è una pianta provvista di nettare (impollinazione entomogama). Essendo una pianta a ciclo biologico annuo ad ogni nuova stagione, dal seme, si forma un nuovo individuo.

## Distribuzione e habitat
- Geoelemento: il tipo corologico (area di origine) è Paleotemperato (Archeofita) ma anche Sud Europeo – Asiatico occidentale.
- Distribuzione: questa pianta è comune su tutto il territorio italiano. Si trova facilmente anche nelle Alpi, sia in Italia (ad esclusione della provincia di Belluno) che oltre frontiera (ad esclusione dei Länder austriaci del Tirolo Orientale e di Salisburgo). È comune nel resto dell'Europa sia nelle pianure che sui vari rilievi montani. Fuori dall'Europa è presente in Asia (principalmente la parte occidentale fino all'India), Nord Africa e America del Nord.
- Habitat: il Ranuncolo dei campi si può trovare facilmente nei campi di frumento ed incolti aridi in genere. Il substrato preferito è sia calcareo che siliceo con pH basico-neutro, medi valori nutrizionali del terreno che deve essere secco.
- Distribuzione altitudinale: sui rilievi queste piante si possono trovare fino a 1300 m s.l.m.; frequentano quindi i seguenti piani vegetazionali: collinare e montano.

### Fitosociologia
Dal punto di vista fitosociologico la specie di questa voce appartiene alla seguente comunità vegetale:
Formazione: delle comunità terofiche pioniere nitrofile
Classe: Stellarienea mediae

## Tassonomia
Il genere Ranunculus è un gruppo molto numeroso di piante comprendente oltre 400 specie originarie delle zone temperate e fredde del globo, delle quali quasi un centinaio appartengono alla flora spontanea italiana. La famiglia delle Ranunculaceae invece comprende oltre 2500 specie distribuite su 58 generi. 

Le specie spontanee della nostra flora sono suddivise in tre sezioni (suddivisione a carattere pratico in uso presso gli orticoltori organizzata in base al colore della corolla): Xanthoranunculus – Batrachium – Leucoranunculus. La specie Ranunculus arvensis appartiene alla prima sezione (Xanthoranunculus) caratterizzata dall'avere la corolla gialla. Un'altra suddivisione, che prende in considerazione caratteristiche morfologiche ed anatomiche più consistenti, è quella che divide il genere in due sottogeneri (o subgeneri), assegnando il Ranunculus arvensis al subgenere Ranunculus, caratterizzato da piante con fusti eretti (e quindi forniti di tessuti di sostegno), peduncoli dell'infiorescenza eretti alla fruttificazione, lamina fogliare ben sviluppata e petali gialli o bianchi (l'altro subgenere Batrachium è dedicato soprattutto alle specie acquatiche).

Il numero cromosomico di R. arvensis è: 2n = 32.

### Variabilità
La variabilità di questo ranuncolo si manifesta soprattutto nell'achenio nelle seguenti caratteristiche:
- presenza o assenza di tubercoli sulle due facce;
- presenza o assenza degli aculei;
- aculei solo sui lati oppure sulle due facce.

Nell'elenco che segue sono indicate alcune sottospecie (l'elenco può non essere completo e alcuni nominativi sono considerati da altri autori dei sinonimi della specie principale o anche di altre specie):
- R. arvensis subsp. tuberculatus Arcangeli (1882)
- R. arvensis var. echinatissimus (Blatt.) Qureshi & Chaudhri (1988)
- R. arvensis var. multiplex Desportes (1838)
- R. arvensis var. reticulatus (Seubert) Rouy & Foucaud (1893)
- R. arvensis var. tuberculatus DC. (1817)

### Specie simili
Durante la fase di fruttificazione questa specie si distingue facilmente per la insolita presenza degli aculei sugli acheni. Altrimenti si confonde con le diverse decine di altri ranuncoli tra i quali alcuni sono elencati qui di seguito (per individuare le differenze morfologiche di queste specie si vedano le descrizioni delle varie voci di questa enciclopedia):
- Ranunculus repens L. - Ranuncolo strisciante
- Ranunculus lanuginosus L. - Ranuncolo lanuto
- Ranunculus acris L. - Ranuncolo comune
- Ranunculus bulbosus L. - Ranuncolo bulboso
- Ranunculus breyninus Bieb. - Ranuncolo orofilo di Breyne

## Usi

### Farmacia
Queste piante sono considerate velenose. Contengono in tutte le parti l'anemonina; una sostanza particolarmente tossica per animali e uomini. Infatti gli erbivori brucano le foglie di queste piante con molta difficoltà (in alcuni casi l'animale è morto) e solamente dopo una buona essiccazione (erba affienata) che fa evaporare le sostanze più pericolose. Anche le api evitano di bottinare il nettare dei “ranuncoli”. In alcune zone l'impianto viene usato per il trattamento di asma, reumatismi, febbre alta e malattia intestinali; mentre sulla pelle umana queste piante possono creare delle vesciche (dermatite); mentre sulla bocca possono provocare intenso dolore e bruciore alle mucose. In alcuni casi si sono avute delle ustioni associate a questa pianta.